# Edgar Maass
Edgar Maass, född 4 oktober 1896 i Hamburg, död 6 januari 1964 i Paterson, New Jersey, var en tysk-amerikansk författare av främst historiska romaner. Han var bror till författaren Joachim Maass. 
Som 19-åring deltog Edgar Maass i första världskriget på tysk sida och det blev hans tuffa upplevelser vid slaget vid Verdun som han skrev ner. Boken som heter Verdun kom ut 1936. Boken handlar om broderskap, offerdöd och även meningslösheten. Särskilt intressant för den slagfältsintresserade då den tydligt, geografiskt talar om på vilka platser det utspelar sig. Verdun är hans mest berömda roman: "Verdun, by the Hamburg writer Edgar Maass, of Novemberschlacht fame, is one of the finest of German war novels, thoroughly human and without false heroism" (A Survey of German Literature during 1936, Edwin H. Zeydel)

## Böcker översatta till svenska
- Don Pedro och djävulen (översättning Lisbeth och Louis Renner, Bonnier, 1946) (Don Pedro and the devil)
- Drottningens läkare (översättning Gösta Rybrant och Ulf Tengbom, Fritze, 1949) (The queen's physician)
- Verdun (översättning Elsie och Håkan Tollet, Folket i bild, 1952) (Verdun)
- Kejserlig Venus: Pauline Bonapartes kärleksroman (översättning Knut Stubbendorff, Bonnier, 1953) (Kaiserliche Venus)
- En dam av börd (översättning Knut Stubbendorff, Bonnier, 1955) (Eine Dame von Rang oder Der Fall Daubray)
- Den stolta fienden (översättning Lars Hansson, Bonnier, 1956) (The magnificent enemies)